# Praephiline chilla
Praephiline chilla is een slakkensoort uit de familie van de Philinidae. De wetenschappelijke naam van de soort is voor het eerst geldig gepubliceerd in 1969 door Marcus & Marcus.